# Stefan Kruger (musicus)
Stefan Kruger (Amsterdam, 15 september 1965) is een Nederlandse drummer en componist.
Stefan Kruger groeide op in Castricum. Hij voltooide met succes het conservatorium in Rotterdam en Den Haag (cum laude).
Kruger was drummer (en vaak mede-oprichter) van verschillende bands, waaronder New Cool Collective, Zuco 103, de Caro Emerald Band, Sfeq, Martinez Move, Fakrutu en Fakratu Dakar Edition. Bij de Caro Emerald Band was hij behalve drummer ook creative director.
Eind jaren negentig nam hij met Stefan Schmid en Lilian Vieira het nummer Aqua mineral op voor Sfeq. De samenwerking met Vieira en Schmid beviel zo goed dat ze in 1999 de band Zuco 103 oprichtten. Hun eerste album Outro lado kwam uit op het Belgische label Crammed Discs en werd wereldwijd uitgebracht.
- Gemeinsame Normdatei: 13522750X
- International Standard Name Identifier: 0000 0000 5853 1745
- Virtual International Authority File: 80044853
- WorldCat: E39PBJbM7FJWvGp6KBXw7Wb68C